# Biegi narciarskie na Mistrzostwach Świata w Narciarstwie Klasycznym 2025 – sztafeta mężczyzn
Sztafeta 4 × 7,5 km mężczyzn – jedna z konkurencji rozgrywanych w ramach biegów narciarskich na Mistrzostwach Świata w Narciarstwie Klasycznym 2025. Zawody zostały rozegrane 6 marca 2025 roku. Tytuł mistrzów świata obronili Norwegowie, drugie miejsce zajęli Szwajcarzy, a brązowy medal wywalczyli Szwedzi. Do startu przystąpiło 27 sztafet; Polska zajęła 17. miejsce.
Dwóch pierwszych zawodników biegło po 7,5 km techniką klasyczną. Po przebiegnięciu tego dystansu, dwóch kolejnych zawodników biegło po 7,5 km techniką dowolną.

## Wyniki
| Miejsce | Nr | Reprezentacja                                                                                       | Czas                                      | Strata  |
| ------- | -- | --------------------------------------------------------------------------------------------------- | ----------------------------------------- | ------- |
| 01 !    | 1  | Norwegia · Erik Valnes · Martin Løwstrøm Nyenget · Harald Østberg Amundsen · Johannes Høsflot Klæbo | 1:08:13,7 17:05,4 17:02,6 16:43,0 17:22,7 | —       |
| 02 !    | 8  | Szwajcaria · Cyril Fähndrich · Jonas Baumann · Jason Rüesch · Valerio Grond                         | 1:08:35,3 17:28,1 17:11,6 16:48,0 17:07,6 | +21,6   |
| 03 !    | 6  | Szwecja · Truls Gisselman · William Poromaa · Jens Burman · Edvin Anger                             | 1:08:35,5 17:27,6 17:11,0 16:55,6 17:01,3 | +21,8   |
| 4       | 4  | Francja · Rémi Bourdin · Hugo Lapalus · Jules Lapierre · Mathis Desloges                            | 1:08:38,9 17:20,8 17:18,0 16:51,7 17:08,4 | +25,2   |
| 5       | 5  | Kanada · Xavier McKeever · Antoine Cyr · Max Hollmann · Olivier Léveillé                            | 1:08:39,0 17:29,9 17:10,3 16:53,4 17:05,4 | +25,3   |
| 6       | 9  | Włochy · Giovanni Ticcò · Federico Pellegrino · Davide Graz · Simone Daprà                          | 1:08:44,8 17:31,2 17:06,0 16:49,8 17:17,8 | +31,1   |
| 7       | 7  | Stany Zjednoczone · JC Schoonmaker · Zak Ketterson · Kevin Bolger · Ben Ogden                       | 1:09:16,7 17:27,0 17:40,3 17:00,0 17:09,4 | +1:03,0 |
| 8       | 3  | Niemcy · Florian Notz · Albert Kuchler · Friedrich Moch · Janosch Brugger                           | 1:09:25,9 17:19,7 17:56,3 16:51,8 17:18,1 | +1:12,2 |
| 9       | 18 | Wielka Brytania · Gabriel Gledhill · Andrew Musgrave · Andrew Young · James Clugnet                 | 1:10:25,7 18:15,1 17:29,2 16:54,3 17:47,1 | +2:12,0 |
| 10      | 2  | Finlandia · Niko Anttola · Ristomatti Hakola · Remi Lindholm · Lauri Vuorinen                       | 1:10:26,9 17:53,9 17:43,5 17:00,8 17:48,7 | +2:13,2 |
| 11      | 15 | Czechy · Michal Novák · Adam Fellner · Matyáš Bauer · Jiří Tuž                                      | 1:10:36,6 17:12,0 18:17,4 17:17,6 17:49,6 | +2:22,9 |
| 12      | 22 | Austria · Benjamin Moser · Michael Föttinger · Tobias Ganner · Alexander Brandner                   | 1:10:45,2 17:26,1 18:17,7 17:02,4 17:59,0 | +2:31,5 |
| 13      | 10 | Japonia · Ryo Hirose · Naoto Baba · Daito Yamazaki · Haruki Yamashita                               | 1:11:18,6 17:56,9 18:06,0 17:22,3 17:53,4 | +3:04,9 |
| 14      | 11 | Słowenia · Miha Šimenc · Valeriy Gontar · Miha Ličef · Vili Črv                                     | 1:12:03,8 17:31,6 18:25,0 17:57,7 18:09,5 | +3:50,1 |
| 15      | 12 | Estonia · Ralf Kivil · Christopher Kalev · Martin Himma · Henri Roos                                | 1:13:25,6 18:52,4 18:38,8 17:44,4 18:10,0 | +5:11,9 |
| 16      | 13 | Kazachstan · Jernar Nursbekow · Witalij Puchkało · Olżas Klimin · Władisław Kowalow                 | 1:13:33,5 18:53,4 18:38,7 17:44,4 18:17,0 | +5:19,8 |
| 17      | 26 | Polska · Piotr Jarecki · Maciej Staręga · Sebastian Bryja · Kamil Bury                              | 1:14:08,1 18:25,4 19:06,3 18:02,1 18:34,3 | +5:54,4 |
| 18      | 19 | Rumunia · Paul Constantin Pepene · Florin Dolhascu · Gabriel Cojocaru · Ionuț Costea                | 1:14:44,8 18:46,3 19:04,6 18:29,4 18:24,5 | +6:31,1 |
| 19      | 17 | Ukraina · Ołeksandr Lisohor · Rusłan Denysenko · Dmytro Drahun · Denys Muhotinow                    | 1:17:02,7 18:22,9 19:37,2 18:51,7 20:10,9 | +8:49,0 |
| 20      | 23 | Australia · Seve de Campo · Lars Young Vik · Bentley Walker-Broose · Fedele de Campo                | 1:18:07,1 18:43,9 19:31,8 18:57,3 20:54,1 | +9:53,4 |
| 21      | 24 | Słowacja · Jáchym Cenek · Michal Adamov · Ján Adamov · Matej Horniak                                | LAP 20:03,5 19:39,3                       | —       |
| 22      | 14 | Łotwa · Raimo Vīgants · Lauris Kaparkalējs · Jēkabs Skolnieks · Silvestrs Švauksts                  | LAP 19:05,8 20:21,4                       | —       |
| 23      | 21 | Węgry · Ádám Kónya · Ádám Büki · Csongor Ferbár · Dániel Szöllős                                    | LAP 19:28,4 21:19,4                       | —       |
| 24      | 27 | Litwa · Tautvydas Strolia · Modestas Vaičiulis · Matas Gražys · Daujotas Jonikas                    | LAP 20:34,4 21:34,8                       | —       |
| 25      | 20 | Chile · Sebastián Endrestad · Martín Flores · Sigurd Herrera · Juan Luis Uberuaga                   | LAP 20:32,6                               | —       |
| 26      | 16 | Brazylia · Manex Silva · Victor Santos · Guilherme Pereira Santos · Rhaick Bomfim                   | LAP 20:55,6                               | —       |
| 27      | 25 | Chorwacja · Marko Skender · Matija Štimac · Boris Štefančić · Ivano Pelko                           | LAP 20:33,9                               | —       |